# ماتيلد لوران
ماتيلد لوران (بالفرنسية: Mathilde Laurent)‏ هي صانعة عطور فرنسية، ولدت في 18 أبريل 1970 في نويي-سور-سين في فرنسا.